# Семейство Паллады
Семейство Паллады — это группа астероидов спектрального класса B, движущихся по сильно наклонённым орбитам в центральной части главного пояса, что впервые было замечено ещё в 1928 году японским астрономом Киёцугу Хираяма. 

## Характеристики

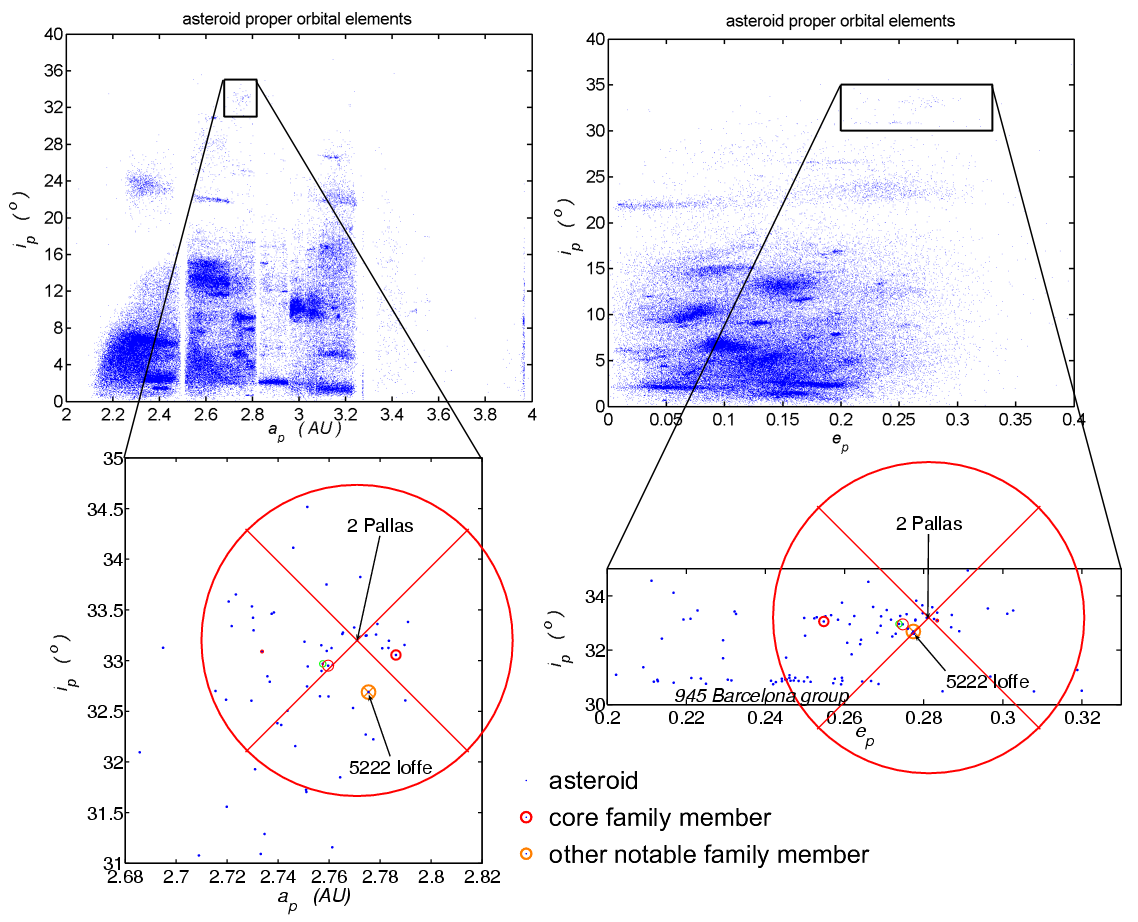
Расположение и структура семейства Паллады

Астероид (2) Паллада является вторым по размеру астероидом главного пояса, со средним диаметром 550 км. Остальные астероиды семейства во много раз уступают ему по размерам, например, крупнейший из них астероид (5222) Иоффе имеет в поперечнике лишь 22 км. Преобладание среди членов семейства астероидов редкого спектрального класса B и значительная разница в размерах Паллады и других астероидов, свидетельствует, что это семейство, как и семейство Весты, является результатом крупного столкновения с Палладой другого астероида, который, при ударе о её поверхность, оставил на ней крупный кратер и выбил при этом из Паллады множество мелких фрагментов, сформировавших впоследствии само семейство. Ещё одним возможным представителем этого семейства, кроме двух вышеперечисленных астероидов, может являться астероид (3200) Фаэтон, который является источником метеорного потока Геминиды.
Основной диапазон собственных орбитальных элементов приведён в следующей таблице.
|     | ap         | ep   | ip   |
| --- | ---------- | ---- | ---- |
| min | 2,71 а. е. | 0,25 | 32 ° |
| max | 2,79 а. е. | 0,31 | 34 ° |

Для данной астрономической эпохи диапазон орбитальных элементов для  оскулирующих орбит для основной массы астероидов приведён в таблице ниже.
|     | a          | e    | i    |
| --- | ---------- | ---- | ---- |
| min | 2,71 а. е. | 0,13 | 30 ° |
| max | 2,79 а.е.  | 0,37 | 38 ° |